# Grande rue des Feuillants
La Grande rue des Feuillants est une rue du quartier Saint-Clair et des pentes de la Croix-Rousse dans le 1er arrondissement de Lyon, en France.

## Situation et accès
Elle relie la place Tolozan à la place Croix-Paquet, à l'intersection entre les rues d'Alsace-Lorraine et Roger-Violi. Elle croise la rue Royale et la Petite rue des Feuillants.

## Origine du nom
Son nom est issu d'un ordre religieux dit des Feuillants, qui avait son monastère installé ici à partir de 1619. Ils furent chassés à la Révolution.

## Histoire
La rue est ouverte le 22 octobre 1749 (délibération) puis fait l'objet d'une homologation par arrêt du Conseil d'État le 6 novembre 1750.

## Lieux remarquables
- L'immeuble, au no 8 de la rue est inscrit au titre des monuments historiques[3].

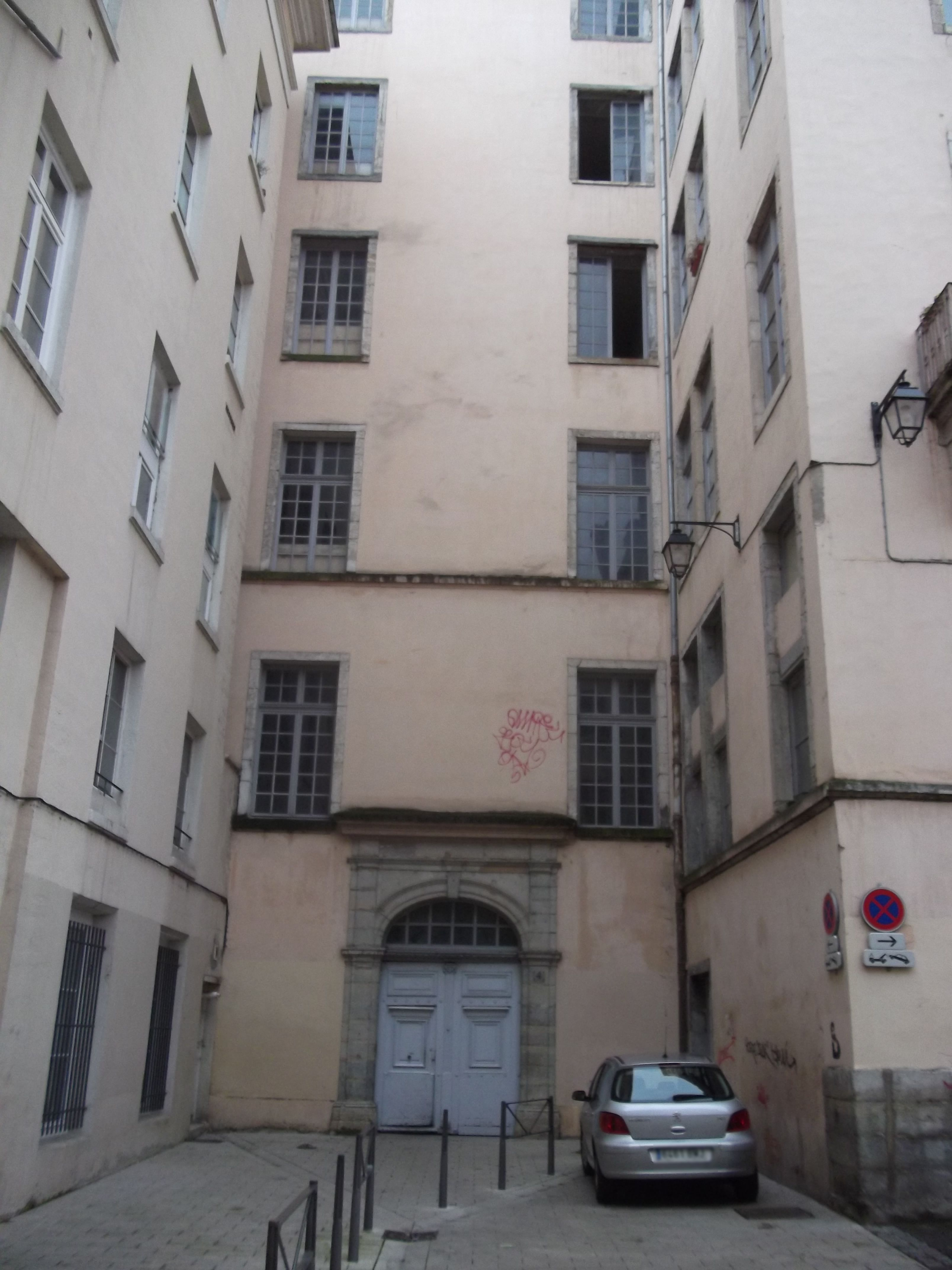
Vue de l'immeuble du 8 de la rue.
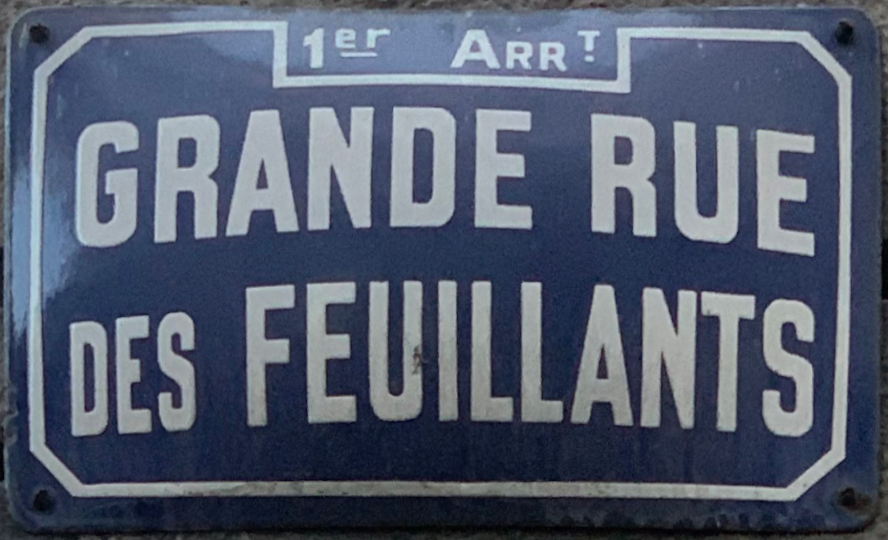
Plaque de rue.